# Naturschutzgebiet Zehlendorfer Moor
Koordinaten: 53° 51′ 57,6″ N, 12° 17′ 27,1″ O
Das Naturschutzgebiet Zehlendorfer Moor ist ein etwa 90 Hektar umfassendes Naturschutzgebiet im Recknitztal zwischen den Orten Zehlendorf (Ortsteil der Gemeinde Kuhs) und Recknitz (Ortsteil der Gemeinde Plaaz). Es gliedert sich in zwei Teilgebiete, die durch den Zehlendorfer Damm getrennt werden. Die Unterschutzstellung erfolgte im Jahr 1972. Der Zustand des Gebietes ist unbefriedigend, da Auswirkungen der Entwässerungseingriffe vergangener Jahrzehnte bisher nicht rückgängig gemacht werden konnten.

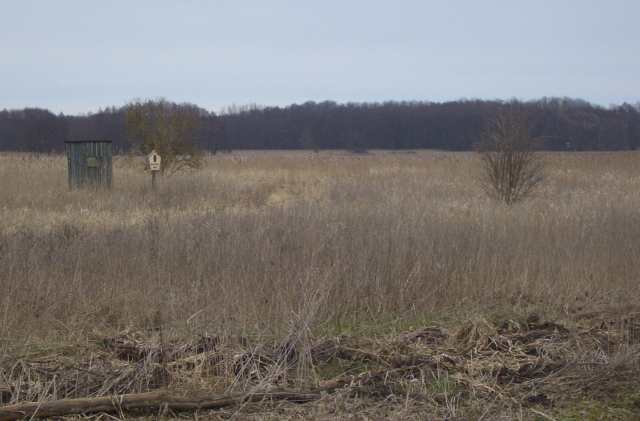
Blick von Westen

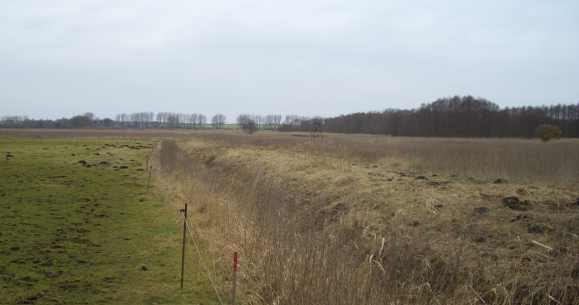
Blick von Osten – die Weideflächen vorne links sind nicht Bestandteil des NSG

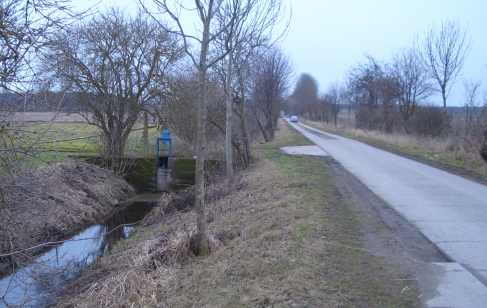
Zehlendorfer Damm als Weg durch das NSG

## Historie
Die Wiebekingsche Karte von 1786 zeigt offene Seeflächen, die von Wiesen umgeben sind. Das Recknitztal bildete lange Zeit auch im Bereich des Zehlendorfer Moores ein unwegsames Gebiet und somit eine natürliche Grenze zwischen den heute durch einen Plattenweg verbundenen Orten Zehlendorf und Recknitz. Die Entwässerung der Flächen im Rahmen der Komplexmelioration ab den 1960er Jahren und die landwirtschaftliche Nutzung führte zum Rückgang zahlreicher Pflanzenarten. Seit 2005 soll durch umfangreiche Wiedervernässungsmaßnahmen (Renaturierung) eine natürliche Entwicklung gefördert werden. Aktuell wird das Gebiet als Brachland offen gelassen. Angrenzende Flächen werden jedoch weiterhin als Wiesen intensiv landwirtschaftlich genutzt und führen zusammen mit einer anhaltenden Entwässerung zu Nährstoffeinträgen.

## Pflanzen- und Tierwelt
Bis in die 1960er Jahre wurden im Gebiet Vegetationsformen der Kalk- und Basenmoore sowie Pfeifengraswiesen nachgewiesen. Charakteristische Arten waren Draht-Segge, Pracht-Nelke, Große Händelwurz, Steifblättriges Knabenkraut, Sumpf-Sitter, Blauer Tarant und Trollblume.
Die Entwässerung änderte das Pflanzenregime hin zu stickstoffliebende Arten, wie Kletten-Labkraut, Große Brennnessel, Acker-Kratzdistel, Stechender Hohlzahn und Rauhaar-Weidenröschen. Auf nicht mehr genutzten Flächen bildeten sich Massen-Bestände von Land-Reitgras und Sumpf-Reitgras.
Es können Sumpfrohrsänger, Braunkehlchen und gelegentlich der Wachtelkönig beobachtet werden. Ein ehemaliger Brutvogel ist der Große Brachvogel. Für viele Vögel, wie Kiebitz, Goldregenpfeifer und Weißstorch stellt das Recknitztal einen Zugkorridor dar.

## Eigentumsverhältnisse
Ein Großteil der Gebietsflächen wurde der Stiftung Umwelt- und Naturschutz Mecklenburg-Vorpommern im Rahmen der Renaturierung (Moorschutzprogramm MV) der vergangenen Jahre übertragen.